# Арабська діаспора
Арабська діаспора належить до нащадків арабських емігрантів, які добровільно або як біженці емігрували зі своїх рідних земель до неарабських країн, передусім до Америки, Європи, Південно-Східної Азії та Західної Африки. Емігранти з таких країн, як Судан і Палестина, також утворюють значні діаспори в інших арабських державах.

## Огляд
Арабські емігранти сприяють обігу фінансового капіталу та людського ресурсу  в регіоні і таким чином значно покращують регіональний розвиток.
У 2009 році арабські країни загалом отримали грошових переказів в сумі 35,1 мільярда доларів США, а грошові перекази, надіслані до Йорданії, Єгипту та Лівану з інших арабських країн, на 40-190% вищі за доходи від торгівлі між цими та іншими арабськими країнами. Велика кількість арабів емігрувала до Західної Африки, зокрема до Кот-д'Івуару, Сенегалу, Сьерра-Леоне, Ліберії та Нігерії. 3 моменту закінчення громадянської війни в 2002 році ліванські торговці відновили свою діяльність у Сьєрра-Леоні.
За даними Saudi Aramco World, найбільше зосереджено арабів за межами арабського світу в Бразилії, де проживає 9 мільйонів бразильців арабського походження. З цих 9 мільйонів арабів 6 мільйонів мають ліванське походження, що робить це населення Бразилії еквівалентним населенню самого Лівану. Проте Бразильський інститут географії та статистики (IBGE), який є органом, що відповідає за офіційний збір статистичної інформації в Бразилії, заперечує ці цифри. Згідно з бразильським переписом населення 2010 року, проведеним IBGE, у країні проживало лише 12 336 громадян Лівану, а представників інших арабських національностей було настільки мало, що їх навіть не було внесено до списку. Бразильський перепис не збирає довідки про предків чи походження сімей. Існує питання щодо громадянства: згідно з бразильським законодавством, будь-яка особа, яка народилася в Бразилії, є громадянином за народженням і за правом, як на національному, так і на міжнародному рівні, а не арабом. Останній бразильський перепис, який збирав відомості про походження сім'ї, проводився в 1940 році. Тоді 107 074 бразильці  сказали, що мають сирійське, ліванське, палестинське, іракське походження або предків з інших арабских країн. Корінних арабів було 46 105, а бразильців, що набули громадянства - 5 447. У 1940 році Бразилія нараховувала 41 169 321 жителя, отже, араби та їхні діти становили 0,38% від населення Бразилії в 1940 році.
Колумбія, Аргентина, Венесуела, Мексика та Чилі. Палестинці зосереджуються в Чилі та Центральній Америці, зокрема в Сальвадорі та Гондурасі. Палестинська громада в Чилі є четвертою за чисельністю у світі після громад в Ізраїлі, Лівані та Йорданії. Арабські гаїтяни (значна частина яких проживае в столиці) найчастіше зосереджені у фінансових районах, де більшість з них засновують бізнес. У Сполучених Штатах налічують близько 3,5 мільйона  людей арабського походження.
Підрахували, що близько чотирьох мільйонів індонезійців мають принаймні часткове арабське походження. Вони, як правило, добре соціально інтегровані з індонезійцями та ототожнюють себе з ними. Згідно з переписом 2010 року, 118 886 осіб, що становить 0,05% населення, ідентифікували себе арабами за національністю.

## Подальше читання
1. ↑  al-Sharif, Amine (11 серпня 2020). Diasporas: A Global and Vibrant Force for Arab Democratization. Arab Reform Initiative (англ.).

- Араби Нігеру будуть боротися з вигнанням
- З Хадрамаута
- Арабські іммігранти в латиноамериканській політиці
- Нащадки арабів процвітають у Південній Америці
- Прибуття ліванців на Ямайку
- «Арабське коріння глибоко сягає в багатий плавильний котел Бразилії», The Washington Times.

## Зовнішні посилання
- Вікісховище має мультимедійні дані за темою: Арабська діаспора
- International Organization for Migration - Regional Office for the Middle East
- The Lebanese of South Africa
- The Arabs of Honduras
- The Arabs of Brazil
- Lebanese Social and Cultural Community in Ireland